# Fera (Automarke)
Fera war eine brasilianische Automarke.

## Markengeschichte
Das 1948 gegründete Unternehmen Indústria de Artefatos Metálicos Bola S.A. aus São Paulo begann 1979 mit der Produktion von Automobilen. Der Markenname lautete Fera. Bis 1983 entstanden zwölf Fahrzeuge.
Indusfera Indústria e Comércio aus Guarulhos setzte die Produktion noch bis 1988 fort. Americar Veículos Especiais übernahm später die Bauformen.

## Fahrzeuge
Henrique Erwene entwarf das einzige Modell. Der XK 4.1 HE war die Nachbildung des Jaguar XK 120. Der Kühlergrill ähnelte allerdings jenem des Jaguar XK 150. Die Basis bildete ein Rohrrahmen. Darauf wurde eine Karosserie aus Fiberglas montiert, die etwas länger und breiter war als beim Vorbild. Ein Sechszylindermotor vom Chevrolet Opala mit 4093 cm³ Hubraum und 171 PS Leistung trieb die Fahrzeuge an.